# 南部利幹
南部 利幹（なんぶ としもと）は、江戸時代中期の大名。陸奥国盛岡藩の第6代藩主。官位は従五位下・信濃守、大膳亮。

## 略歴
元禄2年（1689年）、第4代藩主・南部行信の4男として誕生。初め、父の命令により三戸氏を称した。宝永3年（1706年）1月5日、兄で先代藩主の信恩が死去したため、末期養子として家督を継いだ。同年1月15日、5代将軍・徳川綱吉に御目見する。同年12月18日、従五位下・信濃守に叙任する。
宝永5年（1708年）、荒廃した白山神社の再興のため、本殿（県指定有形文化財）を勧請する。
領内の銅減産も重なって、盛岡藩では財政難が進行し、江戸の借財が10余万両にまで膨らみ、参勤交代費用にも窮する事態となった。これにより、享保8年（1723年）には家老以下を更迭し、諸役人を減員する倹約政策を断行して一定の効果を得た。しかし、他方では強引な政策に家臣の不満が高まった。
享保10年（1725年）に死去し、跡を養子の利視（兄・信恩の次男）が継いだ。また、次男の南部信起は家格寄合席の旗本となった。

## 系譜
- 父：南部行信（1642-1702）
- 母：心光院 - 岩間政次の娘
- 養父：南部信恩（1678-1707）
- 正室：春姫 - 蜂須賀隆長の養女、蜂須賀隆重の七女
- 側室：貞林院 - 橋本氏
  - 長男：南部利雄（1724-1780）
- 側室：信是院 - 川井影寛の娘
  - 次男：南部信起 - 彦九郎、娘に観光院（南部利正正室）、南部信喜室（南部信鄰生母）
- 養子
  - 男子：南部利視（1708-1752） - 南部信恩の次男